# Thomas Helveg
Thomas Lund Helveg (Odense, 24 juni 1971) is een voormalig Deense voetballer die in januari 2007 terugkeerde naar Odense BK, waar in het seizoen 1989-'90 zijn profcarrière begon. Hij speelde in 1994 zijn eerste van meer dan honderd interlands voor het Deens voetbalelftal.

## Carrière
Helveg speelde voor het eerst op het hoogste niveau in 1989 bij Odense BK uit zijn geboortestad, dat toen in de Deense tweede klasse uitkwam. In 1991 en 1993 won hij met Odense de Beker van Denemarken. Na vijf seizoenen vertrok Helveg richting Italië waar hij een groot deel van zijn carrière zal meemaken. Hij speelde vanaf 1994 voor de Udinese, die toen in de Serie A speelde. Ondanks Helveg in april 1994 zijn eerste interland speelde op het einde van het seizoen kon hij Udinese niet helpen in de hoogste Italiaanse klasse te houden en degradeerde de club naar de Serie B.
In datzelfde jaar werd hij uitgeroepen tot Deens voetballer van het jaar. Na een jaar promoveerde de club terug naar de Serie A en Helveg bleef er tot 1998 spelen. Nog voor hij met Denemarken deelnam aan de eindronde van het WK 1998 werd hij aan AC Milan verkocht. In zijn eerste seizoen bij Milan won de club de ‘’Scudetto’’, het Italiaans voetbalkampioenschap. Vanaf het seizoen 2001-2002 werd Helveg maar tweede keus, na de komst van jonge spelers zoals Gennaro Gattuso en Massimo Ambrosini.
Tijdens zijn periode bij Milan werd Helveg geselecteerd voor het EK 2000 en het WK 2002. In 2003 won hij met Milan de Coppa Italia en de Champions League. Ondanks de successen van de club verliet hij in 2003 AC Milan en trok hij naar aartsrivaal en stadsgenoot Inter Milaan. Bij Inter zag hij zijn voormalige trainer bij Udinese en Milan, Alberto Zaccheroni, terug. Helveg werd ook voor het volgende grote toernooi voor landenteams, het EK 2004, geselecteerd en werd na dit toernooi aanvoerder van de nationale ploeg nadat René Henriksen stopte met internationaal voetbal.
Na een jaar bij Inter gespeeld te hebben verliet hij Italië (na tien jaar) en trok hij naar Engeland waar hij voor Norwich City FC ging spelen. De club was net gepromoveerd naar de Premier League, de Engelse hoogste klasse en had nood aan ervaren spelers als Helveg. Norwich City degradeerde en Helveg verliet – na een seizoen – de club en ging bij Borussia Mönchengladbach spelen. Hij tekende in 2005 een tweejarig contract bij de Bundesliga vereniging. Door een zware blessure aan de achillespees kwam hij tijdens zijn eerste seizoen nauwelijks aan de bak. In 2007 verliet hij de club en keerde hij terug naar de club waar het allemaal begon voor hem; Odense BK.
| Interlands van Thomas Helveg voor Denemarken | Interlands van Thomas Helveg voor Denemarken | Interlands van Thomas Helveg voor Denemarken | Interlands van Thomas Helveg voor Denemarken | Interlands van Thomas Helveg voor Denemarken | Interlands van Thomas Helveg voor Denemarken |
| №                                            | Datum                                        | Wedstrijd                                    | Uitslag                                      | Competitie                                   | Goals                                        |
| Als speler van Udinese                       | Als speler van Udinese                       | Als speler van Udinese                       | Als speler van Udinese                       | Als speler van Udinese                       | Als speler van Udinese                       |
| -------------------------------------------- | -------------------------------------------- | -------------------------------------------- | -------------------------------------------- | -------------------------------------------- | -------------------------------------------- |
| 1                                            | 20 april 1994                                | Denemarken – Hongarije                       | 3 – 1                                        | Oefeninterland                               |                                              |
| 2                                            | 26 mei 1994                                  | Denemarken – Zweden                          | 1 – 0                                        | Oefeninterland                               |                                              |
| 3                                            | 1 juni 1994                                  | Noorwegen – Denemarken                       | 2 – 1                                        | Oefeninterland                               |                                              |
| 4                                            | 17 augustus 1994                             | Denemarken – Finland                         | 2 – 1                                        | Oefeninterland                               |                                              |
| 5                                            | 7 september 1994                             | Macedonië – Denemarken                       | 1 – 1                                        | EK-kwalificatie                              |                                              |
| 6                                            | 12 oktober 1994                              | Denemarken – België                          | 3 – 1                                        | EK-kwalificatie                              |                                              |
| 7                                            | 16 november 1994                             | Spanje – Denemarken                          | 3 – 0                                        | EK-kwalificatie                              |                                              |
| 8                                            | 29 maart 1995                                | Cyprus – Denemarken                          | 1 – 1                                        | EK-kwalificatie                              |                                              |
| 9                                            | 26 april 1995                                | Denemarken – Macedonië                       | 1 – 0                                        | EK-kwalificatie                              |                                              |
| 10                                           | 15 november 1995                             | Denemarken – Armenië                         | 3 – 1                                        | EK-kwalificatie                              |                                              |
| 11                                           | 27 maart 1996                                | Duitsland – Denemarken                       | 2 – 0                                        | Oefeninterland                               |                                              |
| 12                                           | 24 april 1996                                | Denemarken – Schotland                       | 2 – 0                                        | Oefeninterland                               |                                              |
| 13                                           | 2 juni 1996                                  | Denemarken – Ghana                           | 1 – 0                                        | Oefeninterland                               | Goal                                         |
| 14                                           | 9 juni 1996                                  | Denemarken – Portugal                        | 1 – 1                                        | EK-eindronde                                 |                                              |
| 15                                           | 16 juni 1996                                 | Kroatië – Denemarken                         | 3 – 0                                        | EK-eindronde                                 |                                              |
| 16                                           | 19 juni 1996                                 | Denemarken – Turkije                         | 3 – 0                                        | EK-eindronde                                 |                                              |
| 17                                           | 14 augustus 1996                             | Zweden – Denemarken                          | 0 – 1                                        | Oefeninterland                               |                                              |
| 18                                           | 1 september 1996                             | Slovenië – Denemarken                        | 0 – 2                                        | WK-kwalificatie                              |                                              |
| 19                                           | 9 oktober 1996                               | Denemarken – Griekenland                     | 2 – 1                                        | WK-kwalificatie                              |                                              |
| 20                                           | 9 november 1996                              | Denemarken – Frankrijk                       | 1 – 0                                        | Oefeninterland                               |                                              |
| 21                                           | 29 maart 1997                                | Kroatië – Denemarken                         | 1 – 1                                        | WK-kwalificatie                              |                                              |
| 22                                           | 30 april 1997                                | Denemarken – Slovenië                        | 4 – 0                                        | WK-kwalificatie                              |                                              |
| 23                                           | 8 juni 1997                                  | Denemarken – Bosnië en Herzegovina           | 2 – 0                                        | WK-kwalificatie                              |                                              |
| 24                                           | 20 augustus 1997                             | Bosnië en Herzegovina – Denemarken           | 3 – 0                                        | WK-kwalificatie                              |                                              |
| 25                                           | 10 september 1997                            | Denemarken – Kroatië                         | 3 – 1                                        | WK-kwalificatie                              |                                              |
| 26                                           | 11 oktober 1997                              | Griekenland – Denemarken                     | 0 – 0                                        | WK-kwalificatie                              |                                              |
| 27                                           | 25 maart 1998                                | Schotland – Denemarken                       | 0 – 1                                        | Oefeninterland                               |                                              |
| 28                                           | 22 april 1998                                | Denemarken – Noorwegen                       | 0 – 2                                        | Oefeninterland                               |                                              |
| 29                                           | 28 mei 1998                                  | Zweden – Denemarken                          | 3 – 0                                        | Oefeninterland                               |                                              |
| 30                                           | 5 juni 1998                                  | Denemarken – Kameroen                        | 1 – 2                                        | Oefeninterland                               |                                              |
| 31                                           | 12 juni 1998                                 | Saoedi-Arabië – Denemarken                   | 1 – 0                                        | WK-eindronde                                 |                                              |
| 32                                           | 18 juni 1998                                 | Denemarken – Zuid-Afrika                     | 1 – 1                                        | WK-eindronde                                 |                                              |
| 33                                           | 24 juni 1998                                 | Frankrijk – Denemarken                       | 2 – 1                                        | WK-eindronde                                 |                                              |
| 34                                           | 28 juni 1998                                 | Nigeria – Denemarken                         | 1 – 4                                        | WK-eindronde                                 | Goal                                         |
| 35                                           | 3 juli 1998                                  | Brazilië – Denemarken                        | 3 – 2                                        | WK-eindronde                                 |                                              |
| Als speler van AC Milan                      |                                              |                                              |                                              |                                              |                                              |
| 36                                           | 19 augustus 1998                             | Tsjechië – Denemarken                        | 1 – 0                                        | Oefeninterland                               |                                              |
| 37                                           | 5 september 1998                             | Wit-Rusland – Denemarken                     | 0 – 0                                        | EK-kwalificatie                              |                                              |
| 38                                           | 10 oktober 1998                              | Denemarken – Wales                           | 1 – 2                                        | EK-kwalificatie                              |                                              |
| 39                                           | 14 oktober 1998                              | Zwitserland – Denemarken                     | 1 – 1                                        | EK-kwalificatie                              |                                              |
| 40                                           | 10 februari 1999                             | Kroatië – Denemarken                         | 0 – 1                                        | Oefeninterland                               |                                              |
| 41                                           | 27 maart 1999                                | Denemarken – Italië                          | 1 – 2                                        | EK-kwalificatie                              |                                              |
| 42                                           | 28 april 1999                                | Denemarken – Zuid-Afrika                     | 1 – 1                                        | Oefeninterland                               |                                              |
| 43                                           | 18 augustus 1999                             | Denemarken – Nederland                       | 0 – 0                                        | Oefeninterland                               |                                              |
| 44                                           | 4 september 1999                             | Denemarken – Zwitserland                     | 2 – 1                                        | EK-kwalificatie                              |                                              |
| 45                                           | 8 september 1999                             | Italië – Denemarken                          | 2 – 3                                        | EK-kwalificatie                              |                                              |
| 46                                           | 10 oktober 1999                              | Denemarken – Iran                            | 0 – 0                                        | Oefeninterland                               |                                              |
| 47                                           | 13 november 1999                             | Israël – Denemarken                          | 0 – 5                                        | EK-kwalificatie                              |                                              |
| 48                                           | 17 november 1999                             | Denemarken – Israël                          | 3 – 0                                        | EK-kwalificatie                              |                                              |
| 49                                           | 29 maart 2000                                | Portugal – Denemarken                        | 2 – 1                                        | Oefeninterland                               |                                              |
| 50                                           | 26 april 2000                                | Denemarken – Zweden                          | 0 – 1                                        | Oefeninterland                               |                                              |
| 51                                           | 16 juni 2000                                 | Nederland – Denemarken                       | 3 – 0                                        | EK-eindronde                                 |                                              |
| 52                                           | 21 juni 2000                                 | Tsjechië – Denemarken                        | 2 – 0                                        | EK-eindronde                                 |                                              |
| 53                                           | 16 augustus 2000                             | Faeröer – Denemarken                         | 0 – 2                                        | Nordic Cup                                   |                                              |
| 54                                           | 2 september 2000                             | IJsland – Denemarken                         | 1 – 2                                        | WK-kwalificatie                              |                                              |
| 55                                           | 7 oktober 2000                               | Noord-Ierland – Denemarken                   | 1 – 1                                        | WK-kwalificatie                              |                                              |
| 56                                           | 11 oktober 2000                              | Denemarken – Bulgarije                       | 1 – 1                                        | WK-kwalificatie                              |                                              |
| 57                                           | 15 november 2000                             | Denemarken – Duitsland                       | 2 – 1                                        | Oefeninterland                               |                                              |
| 58                                           | 24 maart 2001                                | Malta – Denemarken                           | 0 – 5                                        | WK-kwalificatie                              |                                              |
| 59                                           | 28 maart 2001                                | Tsjechië – Denemarken                        | 0 – 0                                        | WK-kwalificatie                              |                                              |
| 60                                           | 25 april 2001                                | Denemarken – Slovenië                        | 3 – 0                                        | Oefeninterland                               |                                              |
| 61                                           | 2 juni 2001                                  | Denemarken – Tsjechië                        | 2 – 1                                        | WK-kwalificatie                              |                                              |
| 62                                           | 6 juni 2001                                  | Denemarken – Malta                           | 2 – 1                                        | WK-kwalificatie                              |                                              |
| 63                                           | 15 augustus 2001                             | Frankrijk – Denemarken                       | 1 – 0                                        | Oefeninterland                               |                                              |
| 64                                           | 1 september 2001                             | Denemarken – Noord-Ierland                   | 1 – 1                                        | WK-kwalificatie                              |                                              |
| 65                                           | 5 september 2001                             | Bulgarije – Denemarken                       | 0 – 2                                        | WK-kwalificatie                              |                                              |
| 66                                           | 6 oktober 2001                               | Denemarken – IJsland                         | 6 – 0                                        | WK-kwalificatie                              |                                              |
| 67                                           | 17 mei 2002                                  | Denemarken – Kameroen                        | 2 – 1                                        | Oefeninterland                               |                                              |
| 68                                           | 26 mei 2002                                  | Denemarken – Tunesië                         | 2 – 1                                        | Oefeninterland                               |                                              |
| 69                                           | 1 juni 2002                                  | Uruguay – Denemarken                         | 1 – 2                                        | WK-eindronde                                 |                                              |
| 70                                           | 6 juni 2002                                  | Senegal – Denemarken                         | 1 – 1                                        | WK-eindronde                                 |                                              |
| 71                                           | 11 juni 2002                                 | Denemarken – Frankrijk                       | 2 – 0                                        | WK-eindronde                                 |                                              |
| 72                                           | 15 juni 2002                                 | Denemarken – Engeland                        | 0 – 3                                        | WK-eindronde                                 |                                              |
| 73                                           | 7 september 2002                             | Noorwegen – Denemarken                       | 2 – 2                                        | EK-kwalificatie                              |                                              |
| 74                                           | 20 november 2002                             | Denemarken – Polen                           | 2 – 0                                        | Oefeninterland                               |                                              |
| 75                                           | 30 april 2003                                | Denemarken – Oekraïne                        | 1 – 0                                        | Oefeninterland                               |                                              |
| 76                                           | 7 juni 2003                                  | Denemarken – Noorwegen                       | 1 – 0                                        | EK-kwalificatie                              |                                              |
| Als speler van Inter Milaan                  |                                              |                                              |                                              |                                              |                                              |
| 77                                           | 20 augustus 2003                             | Denemarken – Finland                         | 1 – 1                                        | Oefeninterland                               |                                              |
| 78                                           | 10 september 2003                            | Denemarken – Roemenië                        | 2 – 2                                        | EK-kwalificatie                              |                                              |
| 79                                           | 11 oktober 2003                              | Bosnië en Herzegovina – Denemarken           | 1 – 1                                        | EK-kwalificatie                              |                                              |
| 80                                           | 16 november 2003                             | Engeland – Denemarken                        | 2 – 3                                        | Oefeninterland                               |                                              |
| 81                                           | 18 februari 2004                             | Turkije – Denemarken                         | 0 – 1                                        | Oefeninterland                               |                                              |
| 82                                           | 28 april 2004                                | Denemarken – Schotland                       | 1 – 0                                        | Oefeninterland                               |                                              |
| 83                                           | 30 mei 2004                                  | Estland – Denemarken                         | 2 – 2                                        | Oefeninterland                               |                                              |
| 84                                           | 5 juni 2004                                  | Denemarken – Kroatië                         | 1 – 2                                        | Oefeninterland                               |                                              |
| 85                                           | 14 juni 2004                                 | Denemarken – Italië                          | 0 – 0                                        | EK-eindronde                                 |                                              |
| 86                                           | 18 juni 2004                                 | Denemarken – Bulgarije                       | 2 – 0                                        | EK-eindronde                                 |                                              |
| 87                                           | 22 juni 2004                                 | Denemarken – Zweden                          | 2 – 2                                        | EK-eindronde                                 |                                              |
| 88                                           | 27 juni 2004                                 | Tsjechië – Denemarken                        | 3 – 0                                        | EK-eindronde                                 |                                              |
| Als speler van Norwich City                  |                                              |                                              |                                              |                                              |                                              |
| 89                                           | 18 augustus 2004                             | Polen – Denemarken                           | 1 – 5                                        | Oefeninterland                               |                                              |
| 90                                           | 4 september 2004                             | Denemarken – Oekraïne                        | 1 – 1                                        | WK-kwalificatie                              |                                              |
| 91                                           | 9 oktober 2004                               | Albanië – Denemarken                         | 0 – 2                                        | WK-kwalificatie                              |                                              |
| 92                                           | 13 oktober 2004                              | Denemarken – Turkije                         | 1 – 1                                        | WK-kwalificatie                              |                                              |
| 93                                           | 26 maart 2005                                | Denemarken – Kazachstan                      | 3 – 0                                        | WK-kwalificatie                              |                                              |
| 94                                           | 30 maart 2005                                | Oekraïne – Denemarken                        | 1 – 0                                        | WK-kwalificatie                              |                                              |
| 95                                           | 8 juni 2005                                  | Denemarken – Albanië                         | 3 – 1                                        | WK-kwalificatie                              |                                              |
| Als speler van Borussia Mönchengladbach      |                                              |                                              |                                              |                                              |                                              |
| 96                                           | 3 september 2005                             | Turkije – Denemarken                         | 2 – 2                                        | WK-kwalificatie                              |                                              |
| 97                                           | 7 september 2005                             | Denemarken – Georgië                         | 6 – 1                                        | WK-kwalificatie                              |                                              |
| 98                                           | 12 oktober 2005                              | Kazachstan – Denemarken                      | 1 – 2                                        | WK-kwalificatie                              |                                              |
| 99                                           | 27 mei 2006                                  | Denemarken – Paraguay                        | 1 – 1                                        | Oefeninterland                               |                                              |
| 100                                          | 31 mei 2006                                  | Frankrijk – Denemarken                       | 2 – 0                                        | Oefeninterland                               |                                              |
| 101                                          | 16 augustus 2006                             | Denemarken – Polen                           | 2 – 0                                        | Oefeninterland                               |                                              |
| 102                                          | 1 september 2006                             | Denemarken – Portugal                        | 4 – 2                                        | Oefeninterland                               |                                              |
| 103                                          | 6 september 2006                             | IJsland – Denemarken                         | 0 – 2                                        | EK-kwalificatie                              |                                              |
| 104                                          | 15 november 2006                             | Tsjechië – Denemarken                        | 1 – 1                                        | Oefeninterland                               |                                              |
| Als speler van OB Odense                     |                                              |                                              |                                              |                                              |                                              |
| 105                                          | 8 september 2007                             | Zweden – Denemarken                          | 0 – 0                                        | EK-kwalificatie                              |                                              |
| 106                                          | 12 september 2007                            | Denemarken – Liechtenstein                   | 4 – 0                                        | EK-kwalificatie                              |                                              |
| 107                                          | 13 oktober 2007                              | Denemarken – Spanje                          | 1 – 3                                        | EK-kwalificatie                              |                                              |
| 108                                          | 17 oktober 2007                              | Denemarken – Letland                         | 3 – 1                                        | EK-kwalificatie                              |                                              |